# Kalani Pauahi
Kalani Pauahi (ili Kalanipauahi) (o. 1804. – 1826.) bila je havajska princeza i kraljica.

## Životopis
Kalani je rođena oko 1804. godine.
Njezin je otac bio princ Pauli Kaʻōleiokū, koji se smatra najstarijim sinom kralja Kamehamehe I. Velikog, ali mu je otac možda bio kralj Kalaniopuu-a-Kaiamamao. Paulijeva je majka bila kraljica Kanekapolei, a brat mu je bio poglavica Keōua Kuahuʻula.
Majka joj je bila Keouawahine, čiji su roditelji bili Kauhiwawaeono i njegova žena Loewahine.
Polusestra joj se zvala Laura Kanaholo Konia.
Njezino ime Pauahi znači "vatra je gotova". Njezina je nećakinja bila Berenika Pauahi Bishop.
Udala se za kralja Kamehamehu II., koji joj je možda bio stric. On je bio posljednji havajski vladar koji je prakticirao poligamiju (višeženstvo). Bio je stariji od nje sedam godina.
Kad je on umro u Londonu, postala je kraljica udovica, a bila je vrlo mlada. 
Drugi joj je muž bio Kahalaia Luanuu, a treći Matej Kekuanaoa. Vjenčali su se 1825. Rodila je kćer, Rutu Keelikolani, ali se ne zna je li joj Matej bio biološki otac.
Umrla je rađajući kćer, ali možda je bila zaražena gripom.
Bila je baka Ivana Vilima Pitta Kinaua.